# Anasartha
Anasartha (łac. Archidioecesis Anasarthensis) – stolica historycznej archidiecezji w Cesarstwie Rzymskim (prowincja Celesyria), współcześnie w Syrii. Od 1929 katolickie arcybiskupstwo tytularne (wakujące od 1969).

## Arcybiskupi tytularni
| Lp. | Biskup               | Funkcja                                         | Od                   | Do               |
| --- | -------------------- | ----------------------------------------------- | -------------------- | ---------------- |
| 1   | João Irineu Joffily  | emerytowany arcybiskup Belém do Pará (Brazylia) | 1 maja 1931          | 25 kwietnia 1950 |
| 2   | José Vieira Alvernaz | arcybiskup koadiutor Goa i Damanu (Indie)       | 23 grudnia 1950      | 16 września 1953 |
| 3   | Serafim Gomes Jardim | emerytowany arcybiskup Diamantiny (Brazylia)    | 28 października 1953 | 2 listopada 1969 |